# Stenopogon heteroneurus
Stenopogon heteroneurus là một loài ruồi trong họ Asilidae. Stenopogon heteroneurus được Macquart miêu tả năm 1838. Loài này phân bố ở vùng Cổ Bắc giới.